# Uff-Kirchhof

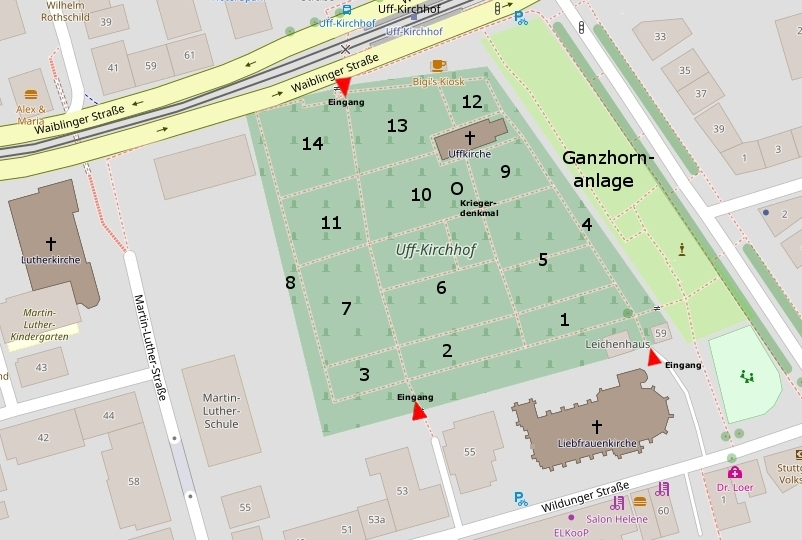
Friedhofsplan.

Der Uff-Kirchhof in Stuttgart-Bad Cannstatt ist im 8. oder 9. Jahrhundert an der Kreuzung einer Römerstraße entstanden und gehört zu den ältesten Friedhöfen in Stuttgart.
Der Friedhof liegt in dem Stadtteil Seelberg im Stadtbezirk Stuttgart-Bad Cannstatt. Der Name Uff-Kirchhof geht auf den abgegangenen Weiler Uffkirchen („Auf der Kirchen“) zurück. Die Friedhofsfläche umfasst etwa 1,5 Hektar und ist in die Abteilungen 1–14 mit etwa 2300 Gräbern aufgeteilt.
Auf dem Friedhofsgelände befinden sich ein Kiosk, ein Leichenhaus, die denkmalgeschützte, spätgotische Uffkirche, die als Friedhofskapelle genutzt wird, und ein Kriegerdenkmal für Gefallene des Deutsch-Französischen Kriegs.

## Geschichte
Seit 1506 war der Kirchhof Begräbnisstätte für Cannstatt rechts des Neckars, da im Bereich der Cannstatter Stadtkirche aufgrund zu feuchten Bodens keine Bestattungen mehr durchgeführt wurden. 1914 ging der Uff-Kirchhof im Rahmen der Aufteilung der Bürgerlichen Stiftung Cannstatt in den Besitz der politischen Gemeinde Stuttgart über.
In der Nachbarschaft des Friedhofs liegen die 1900 vollendete evangelische Lutherkirche, die 1909 vollendete katholische Liebfrauenkirche und die Ganzhornanlage, die bei der Errichtung der Liebfrauenkirche 1907 geschaffen wurde. Die Grünanlage wurde nach Wilhelm Ganzhorn benannt, dessen Grab sich auf dem Uff-Kirchhof befindet. Er wurde berühmt als Dichter des volkstümlichen Lieds Im schönsten Wiesengrunde.

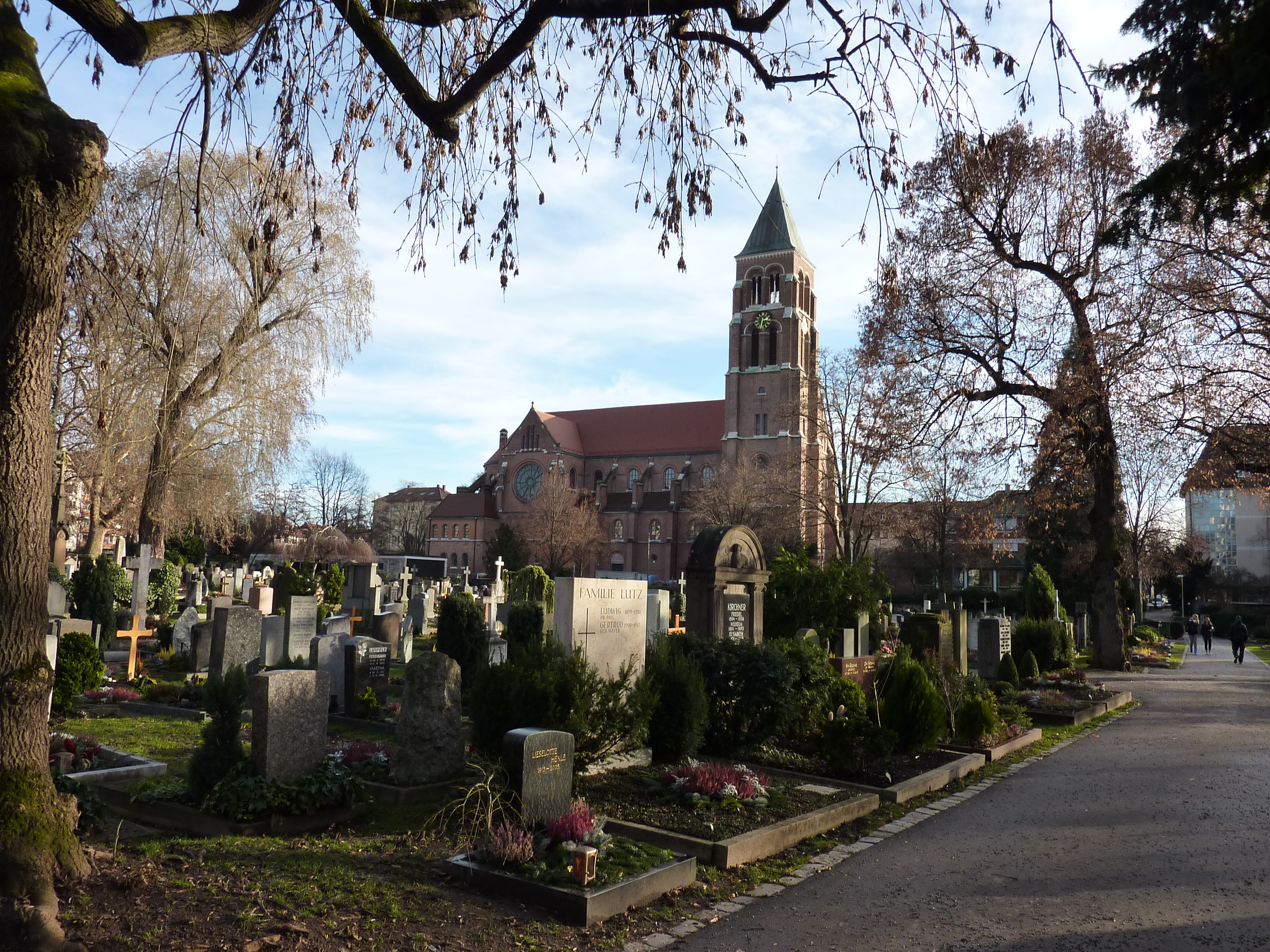
Uff-Kirchhof mit Blick auf die Liebfrauenkirche.
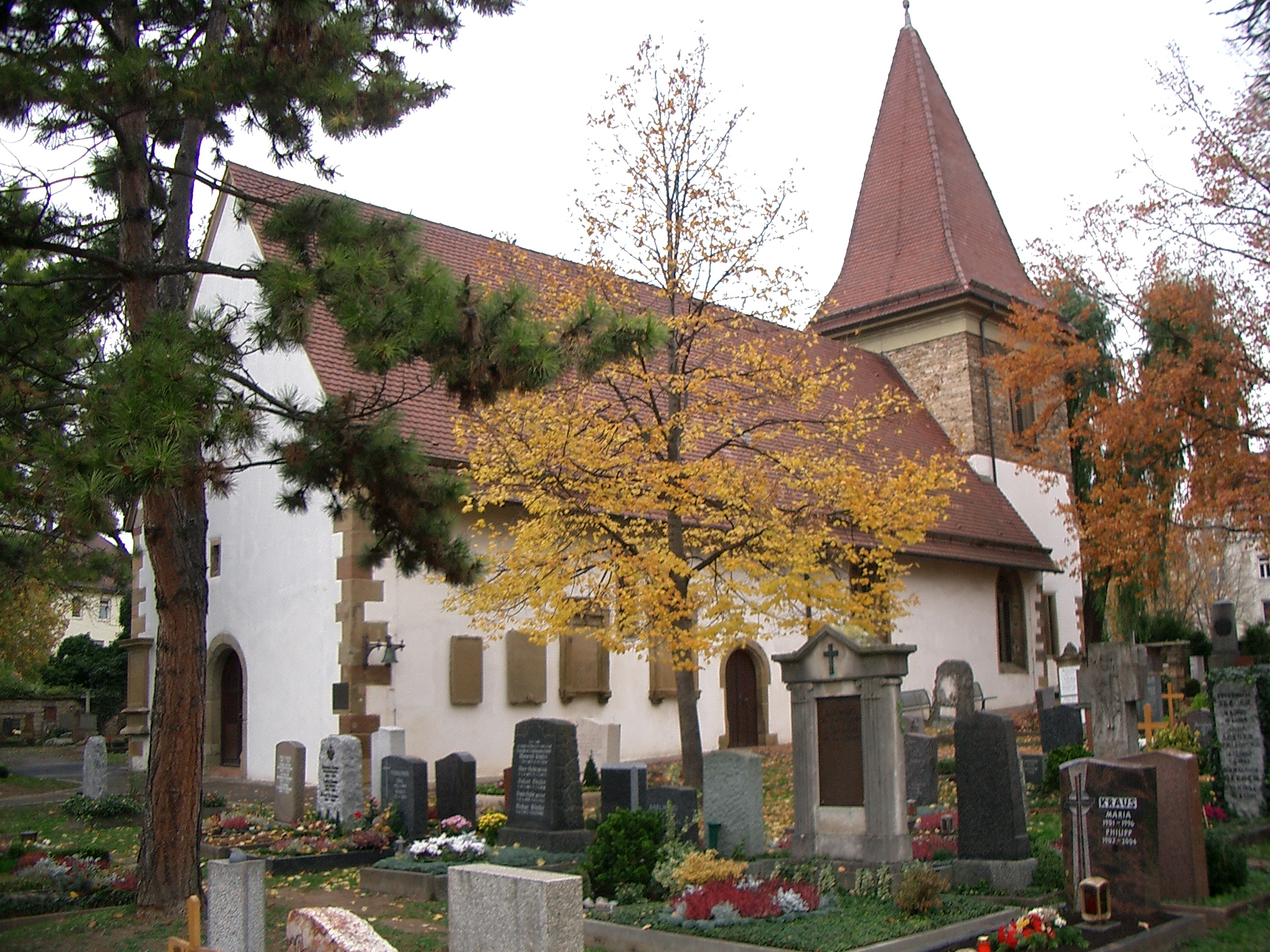
Südfassade der Uffkirche.

## Uffkirche
Die Uffkirche besteht aus einem 23 Meter langen und 10 Meter breiten Langhaus mit Satteldach, der massige, etwa 27 Meter hohe Chorturm erhebt sich im Osten auf einer quadratischen Grundfläche von 5 Meter Seitenlänge und schließt mit einem Pyramidendach ab. Die spätgotische Uffkirche „Zu unseren lieben Frauen“, deren „schlichter, schmuckloser Gesamteindruck eher an eine romanische Dorfkirche denken [lässt] als an gotische Architektur“, entstand laut einer Inschrift über der Südpforte 1494, wobei der romanische und frühgotische Kern einer Vorgängerkirche verwendet wurde. 1881/1882 wurde der Turm nach Norden um einen niedrigen Anbau erweitert. Die Kirche wurde im Zweiten Weltkrieg stark beschädigt und wird seit ihrer Wiederherstellung nach dem Krieg als Friedhofskapelle genutzt.
Spitzbogige Maßwerkfenster an Turm und Langhaus weisen auf die spätgotische Erbauungszeit der Kirche hin. Die Außenwände sind weiß verputzt, Ecken, Fenster, Türen und das obere Stockwerk des Turms sind in Naturstein gehalten. An den Fassaden sind 8 Außenepitaphe angebracht. Im Innenraum, einem stützenlosen Saal mit flacher Holzdecke, sind an den Wänden 6 Innenepitaphe angebracht, außerdem finden sich an den Wänden die Überreste von 2 aus 3 bis 4 Steinplatten bestehenden Grabmälern, die bei der Erneuerung der Friedhofsmauern in die Kirche überführt wurden. An der Nordwand befindet sich eine leere, breite Altarnische mit Rundbogen und Verdachung, die fast bis zur Decke reicht. Eine Zwischenwand mit einem spitzbogigen Portal trennt das Langhaus vom Chor des Ostturms, in dem die Orgel aufgebaut ist.

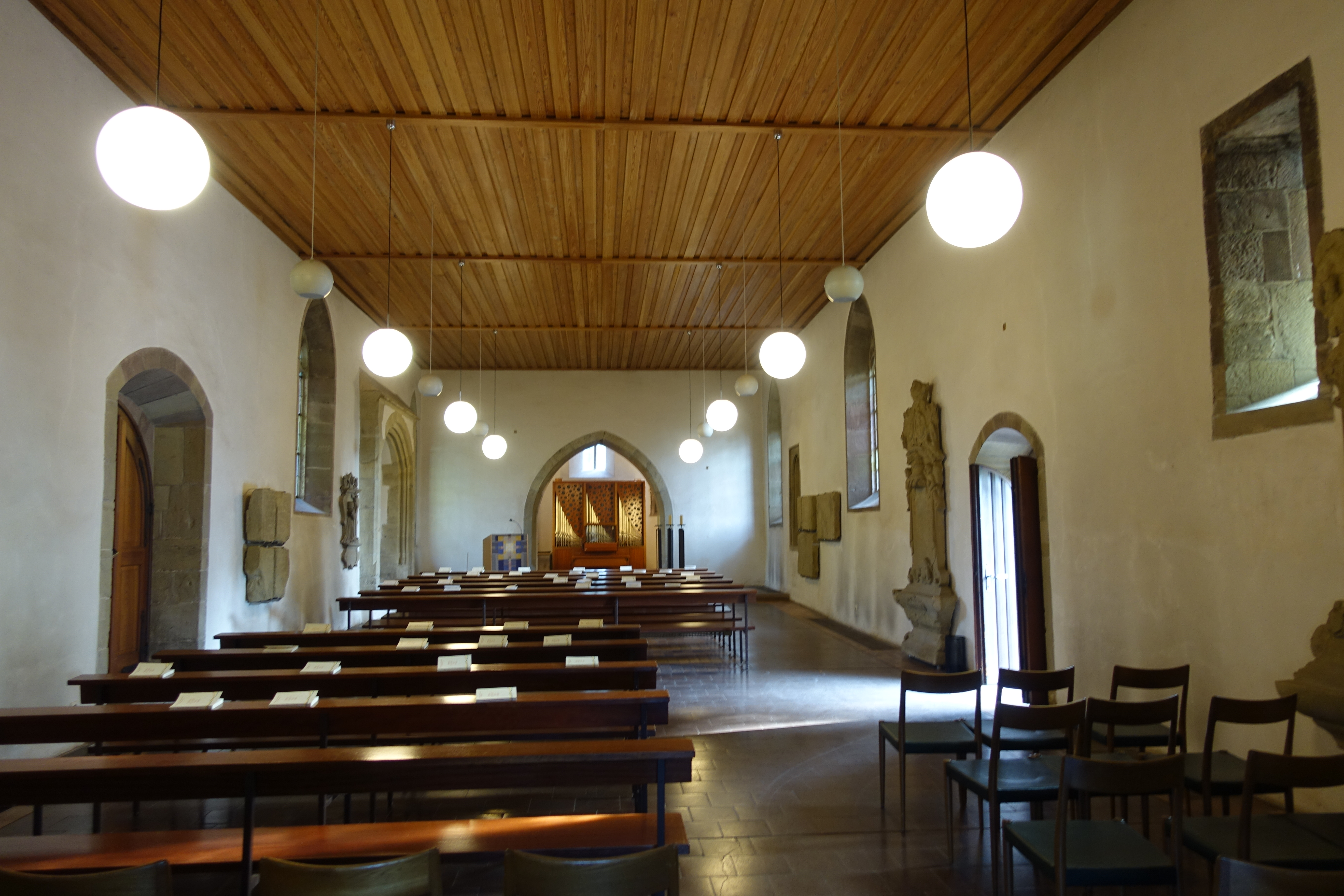
Blick zum Ostchor.
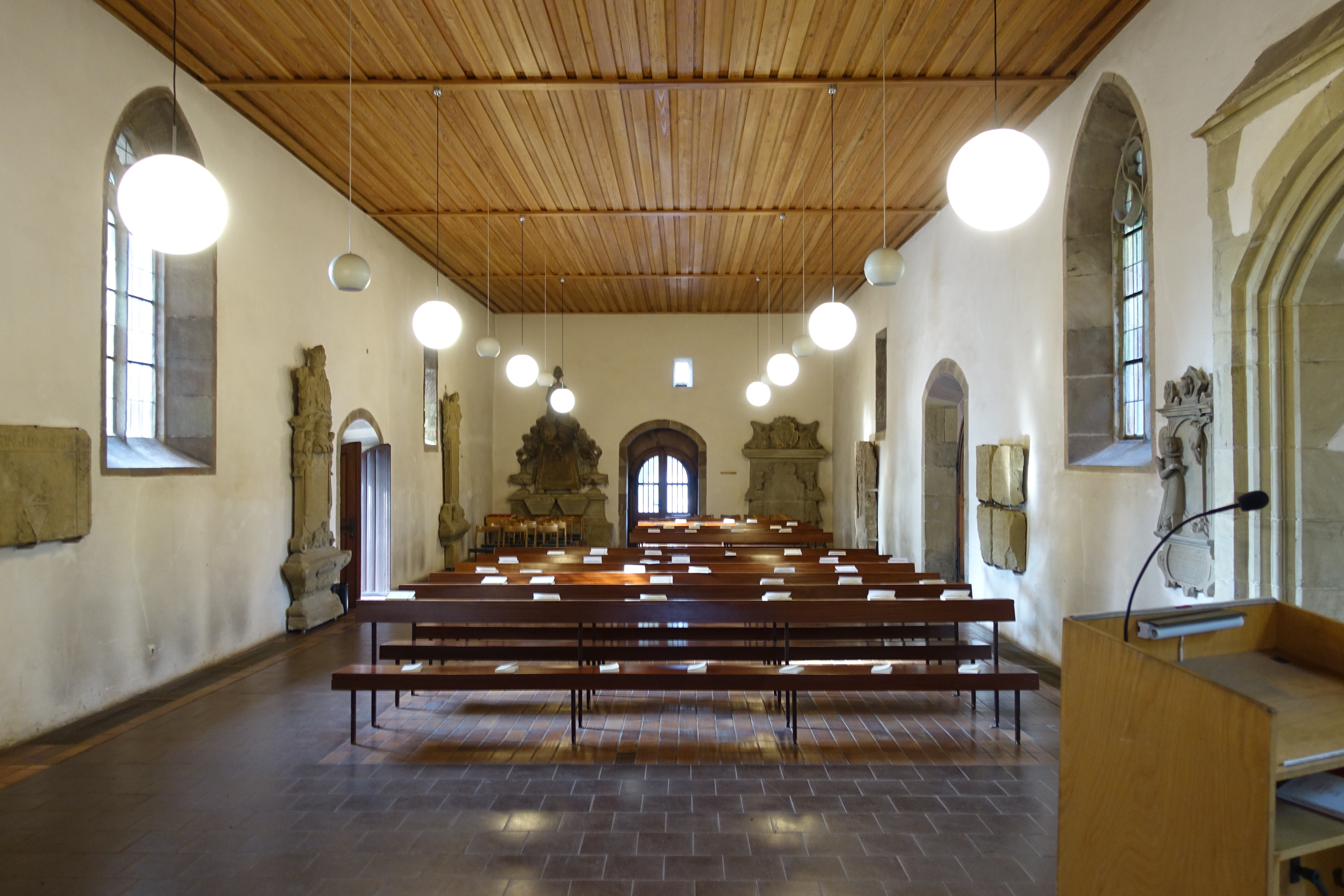
Blick zur Westwand.
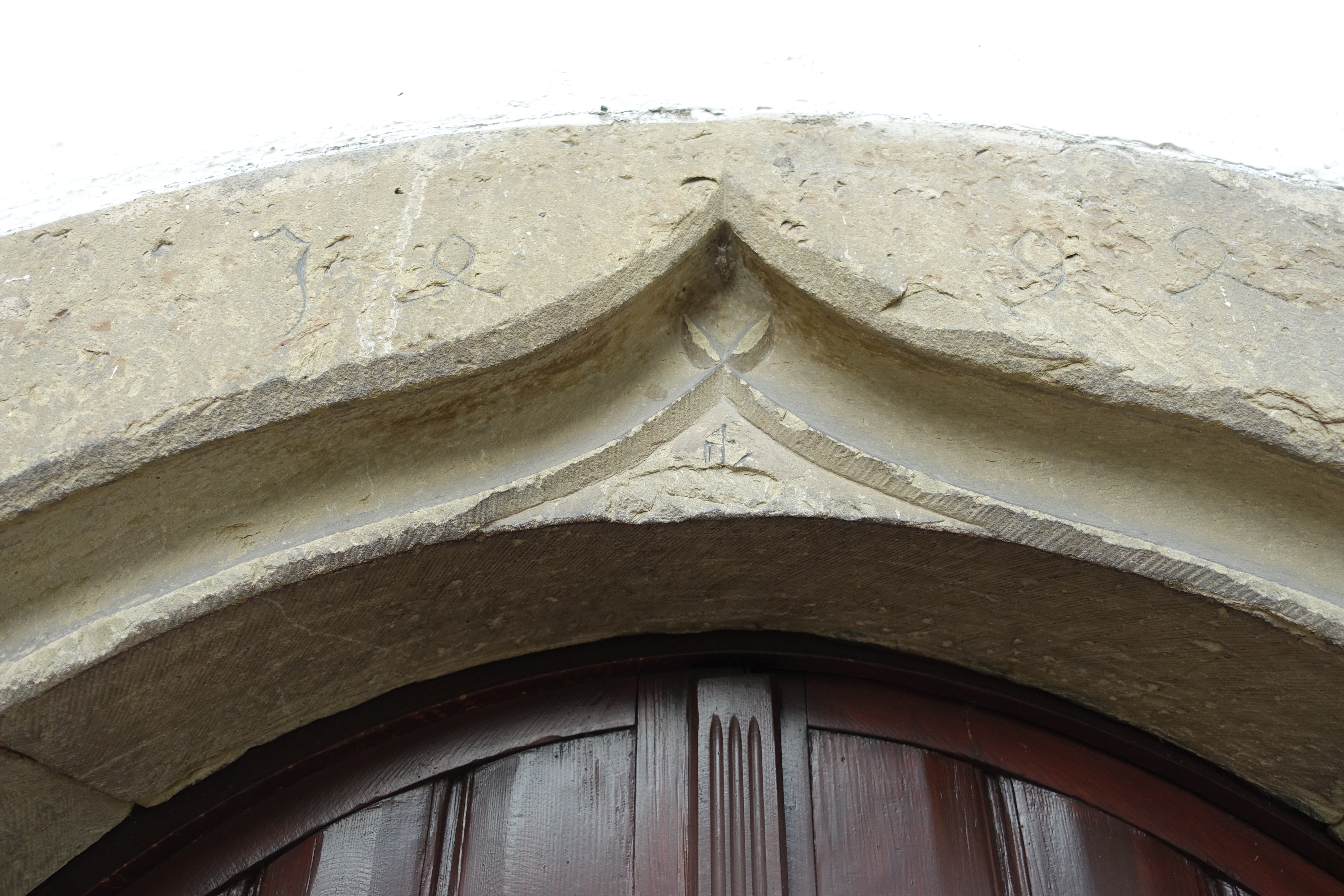
Bogen der Südpforte mit Baujahrinschrift 1494.

## Kriegerdenkmal

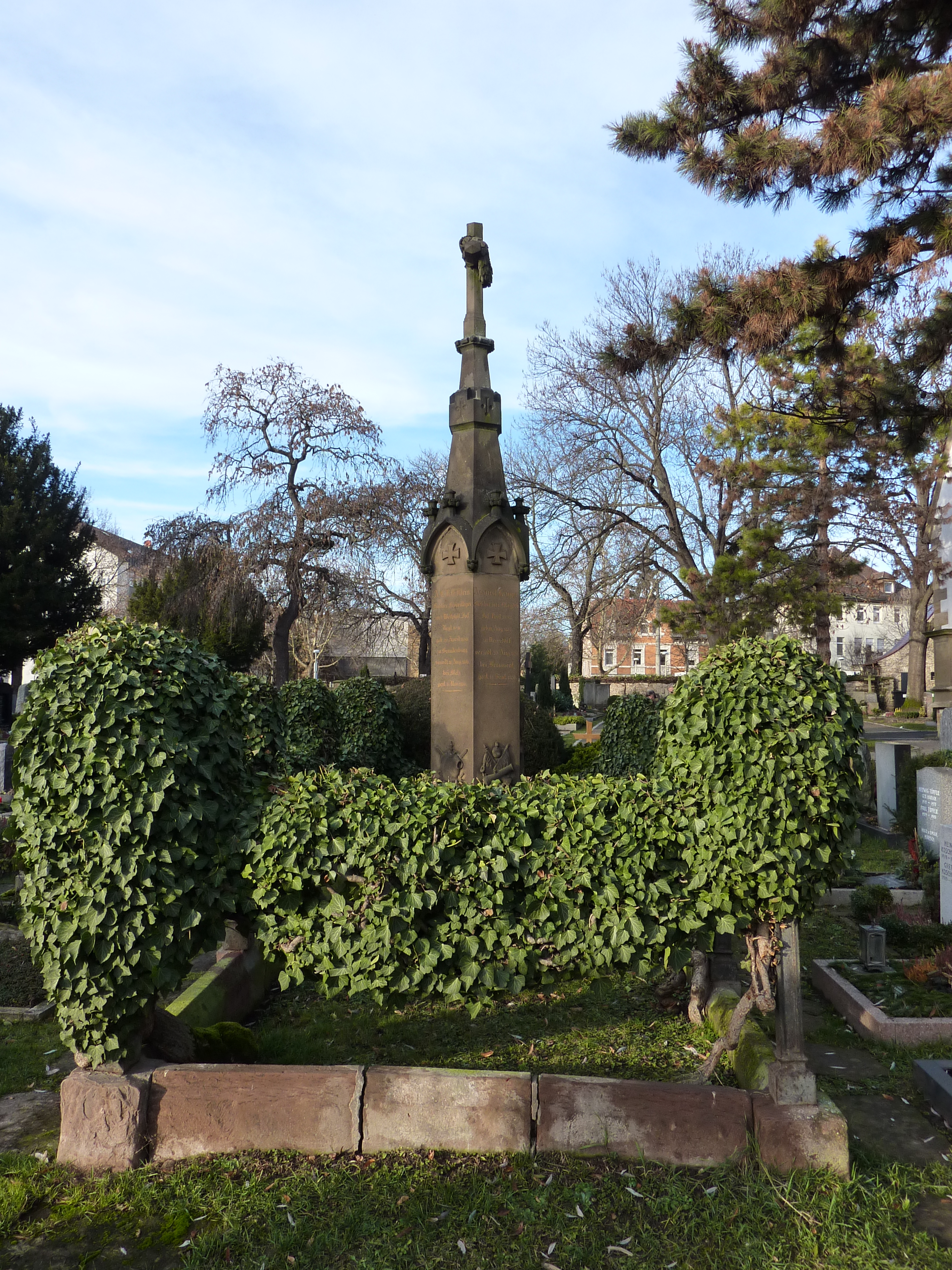
Kriegerdenkmal auf dem Uff-Friedhof.

Das Kriegerdenkmal nahe bei der Uffkirche in Abteilung 10 des Friedhofs ist „Dem Andenken an die tapfern Krieger vom Feldzug 1870–1871 gewidmet“, wie die vergoldete Widmungsinschrift besagt. Eine hohe Säule aus gelbem Sandstein mit sechseckigem Querschnitt erhebt sich über einer schmalen Grundfläche und versteckt sich hinter dichten Efeuhecken. Die 6 Inschriftenfelder der Säule sind über dem Postament mit Trophäen verziert und enden mit dem Relief eines Eisernen Kreuzes und einem gotischen Spitzbogen mit Kreuzblume. Die Säule läuft in ein Pyramidendach aus grauem Steinguss aus, das von einem großen Kreuz mit einem umgehängten Lorbeerkranz bekrönt wird.
Die Inschriftenfelder tragen 6 vergoldete Inschriften gefallener Soldaten, zum Beispiel:
„August Krüger, Füsilier im 1. Magdeb. Inf. Regt. No. 26, geb. 11. Aug. 1845 in Neundorf, verwdt. 30. Aug. 1870 bei Beaumont, gest. 18. Sept. 1870“

## Gräber
| → Spaltenlegende und -sortierung | |
| Legende | |
| \| # \| Nummer der Abteilung, in der sich das Grab befindet. Die Lage der Abteilungen geht aus dem Friedhofsplan (siehe oben) hervor. \| \| P \| Grab eines Prominenten. \| \| K \| Grab mit Kunstwerk oder ein Grab, das aus anderen Gründen bemerkenswert ist. \| \| * \| Geburtsjahr. \| \| † \| Todesjahr. \| | |
| Sortierung | |
| - Eine Spalte sortieren: das Symbol im Spaltenkopf anklicken. Spalte Grab/Künstler: Sortierung nach dem Familiennamen. - Nach einer weiteren Spalte sortieren: Umschalttaste gedrückt halten und das Symbol anklicken. - Anfangssortierung: nach dem Familiennamen in der Spalte Grab.                            | |
| # | Nummer der Abteilung, in der sich das Grab befindet. Die Lage der Abteilungen geht aus dem Friedhofsplan (siehe oben) hervor. |
| P | Grab eines Prominenten. |
| K | Grab mit Kunstwerk oder ein Grab, das aus anderen Gründen bemerkenswert ist.                                                  |
| * | Geburtsjahr. |
| † | Todesjahr. |

| Bild | #  | P | K | Grab | *    | †    | Künstler / Objekt                                                                                   |
| ---- | -- | - | - | --- | ---- | ---- | --------------------------------------------------------------------------------------------------- |
|      |    |   | K | Karl Eberhard Bechstein, Fabrikant.                                                                                      | 1883 | 1951 | NN, Steindenkmal mit großem Kreuz und Schmuck.                                                      |
|      | 14 | P |   | Hedwig Braun, erste staatlich geprüfte Ärztin Württembergs.                                                              | 1885 | 1977 | |
|      | 12 | P |   | Karl Burckhardt, Badearzt.                                                                                               | 1818 | 1888 | |
|      | 11 | P |   | Gottlieb Daimler Ingenieur, Automobilkonstrukteur und Industrieller, Erfinder des schnelllaufenden Benzinmotors.         | 1834 | 1900 | |
|      |    | P |   | Adolf Daimler, Sohn Gottlieb Daimlers, Direktor und Mitinhaber der Daimler-Motoren-Gesellschaft.                         | 1871 | 1913 | |
|      |    | P | K | Hugo Denner, Elektroingenieur, Inhaber einer elektrotechnischen Werkstätte.                                              | 1877 | 1949 | NN, Obelisk.                                                                                        |
|      | 08 | P |   | Friedrich von Dillenius, Generaldirektor der württembergischen Staatseisenbahnen.                                        | 1819 | 1884 | |
|      |    | P |   | Frederick Robert Vere Douglas-Hamilton, Ingenieur.                                                                       | 1843 | 1917 | |
|      | 04 | P | K | Ferdinand Freiligrath, Freiheitsdichter und Übersetzer.                                                                  | 1810 | 1876 | Adolf von Donndorf, Büste von Ferdinand Freiligrath.                                                |
|      |    | P | K | David Friedrich Fritz, Architekt.                                                                                        | 1854 | 1923 | NN, Grabdenkmal mit zwei bronzenen Palmettenreliefs.                                                |
|      | 08 | P |   | Wilhelm Ganzhorn, Richter und Dichter (Im schönsten Wiesengrunde).                                                       | 1818 | 1880 | |
|      | 13 |   | K | Otto Gerlach. | 1874 | 1930 | NN, Steindenkmal mit Relief eines Baumes mit rankender Weinrebe.                                    |
|      |    | P | K | Johann Ernst Gleißberg, Dekan und Stadtpfarrer in Bad Cannstatt.                                                         | 1793 | 1864 | NN, Sandsteingrabmal mit Maßwerkbogen.                                                              |
|      |    |   | K | Friedrich Haaga, Juwelier und Fabrikant.                                                                                 | 1822 | 1901 | NN, Steinfelsen mit zwei Bronzereliefs: Bildnis Friedrich Haagas und Frau, die ein Kitz streichelt. |
|      | 07 | P |   | Oscar Heiler, Volksschauspieler und Komiker.                                                                             | 1906 | 1995 | |
|      | 04 | P |   | Jakob von Heine, Mediziner und Entdecker der spinalen Kinderlähmung (seit 1907 Heine-Medinsche Krankheit genannt).       | 1800 | 1879 | |
|      |    | P |   | Friedrich Hesser, Begründer der deutschen Verpackungsmaschinenindustrie, Firmengründer der Fr. Hesser Maschinenfabrik AG | 1831 | 1906 | |
|      |    |   | K | Adolf Hieber, Direktor.                                                                                                  | 1888 | 1943 | NN, bronzenes Wappenrelief.                                                                         |
|      |    | P |   | Ernst Kapff, Pädagoge und Archäologe, Entdecker des Römerkastells auf dem Hallschlag in Stuttgart (1894).                | 1863 | 1944 | |
|      | 13 | P |   | Emil Kiemlen, Bildhauer.                                                                                                 | 1869 | 1956 | |
|      | 13 | P |   | Heinrich Adolf Köstlin, evangelischer Theologe, Musikschriftsteller und Musikphilosoph.                                  | 1846 | 1907 | |
|      | 13 | P |   | Therese Köstlin, religiöse Dichterin.                                                                                    | 1877 | 1964 | |
|      | 08 | P |   | Augustin Krämer, Marinearzt, Anthropologe und Ethnologe, 1911–1915 erster Leiter des Stuttgarter Linden-Museums.         | 1865 | 1941 | |
|      | 08 | P |   | Hermann Lang, Autorennfahrer.                                                                                            | 1909 | 1987 | NN, Relief eines Rennautos.                                                                         |
|      |    |   | K | Richard Leuze. | 1852 | 1898 | NN, schöner Grabstein.                                                                              |
|      | 08 | P |   | Sigmund Lindauer, Korsettfabrikant.                                                                                      | 1862 | 1935 | |
|      | 14 | P |   | Wilhelm Maybach, Ingenieur und Automobilkonstrukteur.                                                                    | 1846 | 1929 | |
|      |    | P | K | Virgil Mayer, gründete 1857 die Homöopathische Central-Apotheke Bad Cannstatt.                                           | 1834 | 1889 | NN, Obelisk.                                                                                        |
|      |    | P |   | Ernst Alois von Meisrimmel, württembergischer Generalmajor.                                                              | 1786 | 1853 | |
|      | 14 | P |   | Bernhard Molique, Geiger und Komponist.                                                                                  | 1802 | 1869 | |
|      |    | P |   | Hermann Pantlen, Heeresarchivdirektor.                                                                                   | 1887 | 1968 | |
|      | 13 |   | K | Robert Pfisterer. | 1904 | 1987 | NN, Steindenkmal mit bronzenen Porträtreliefs von Johanna und Robert Pfisterer.                     |
|      |    | P |   | Otto Riethmüller, Theologe.                                                                                              | 1889 | 1938 | |
|      | 14 | P |   | Heinrich Albert Schächterle, Konstrukteur, Erfinder der Normung.                                                         | 1887 | 1917 | |
|      |    |   | K | Wilhelm Schaff. | 1853 | 1915 | NN, bronzenes Wappenrelief.                                                                         |
|      |    |   | K | Johann Georg Schempp, Werkmeister.                                                                                       | 1813 | 1881 | NN, Sandsteingrabmal mit Schmuck.                                                                   |
|      |    |   | K | Gustav Schnürle. | 1861 | 1931 | NN, Hochrelief mit Kreuzigungsgruppe.                                                               |
|      |    | P |   | Adolf von Seubert, Militär- und Kunstschriftsteller.                                                                     | 1819 | 1880 | |
|      |    | P | K | Wilhelm Speidel, Dr. Ing., Oberbaurat, Denkmalpfleger und Mitbegründer des Städtischen Lapidariums Stuttgart.            | 1887 | 1956 | NN, Steinrelief mit griechischem Kreuz im Blätterkranz.                                             |
|      | 11 | P |   | Michael Streicher, Gründer der Firma M. Streicher, Eisen- u. Stahlgießerei, Dampfkesselfabrik, Fahrzeugbau.              | 1836 | 1890 | |
|      | 14 | P |   | Charles Terrot, Hersteller von Rundstrickmaschinen.                                                                      | 1831 | 1903 | |
|      |    | P | K | Erich Traub, Veterinärmediziner und Erforscher von Mitteln der biologischen Kriegsführung.                               | 1906 | 1985 | |
|      | 04 | P |   | Albert von Veiel, Arzt und Dermatologe, Gründer der ersten Hautklinik Deutschlands am Wilhelmsplatz in Bad Cannstatt.    | 1806 | 1874 | |
|      |    | P | K | Gustav Vischer, Leiter der Daimler-Motoren-Gesellschaft (1892–1910), Gründungsmitglied und erster Vorsitzender des VDMI. | 1846 | 1920 | NN, steinernes Wappenrelief.                                                                        |
|      | 06 | P |   | Lenore Volz, eine der ersten Pfarrerinnen Württembergs.                                                                  | 1913 | 2009 | |
|      | 04 | P |   | Ludwig Walesrode, Journalist.                                                                                            | 1810 | 1889 | |
|      |    | P |   | Karl Weber, Architekt.                                                                                                   | 1865 | 1909 | |
|      |    |   | K | Carl Friedrich Weisser, Uhrmachermeister.                                                                                | 1842 | 1899 | NN, Grabdenkmal mit Schmuckornamenten.                                                              |

## Epitaphe

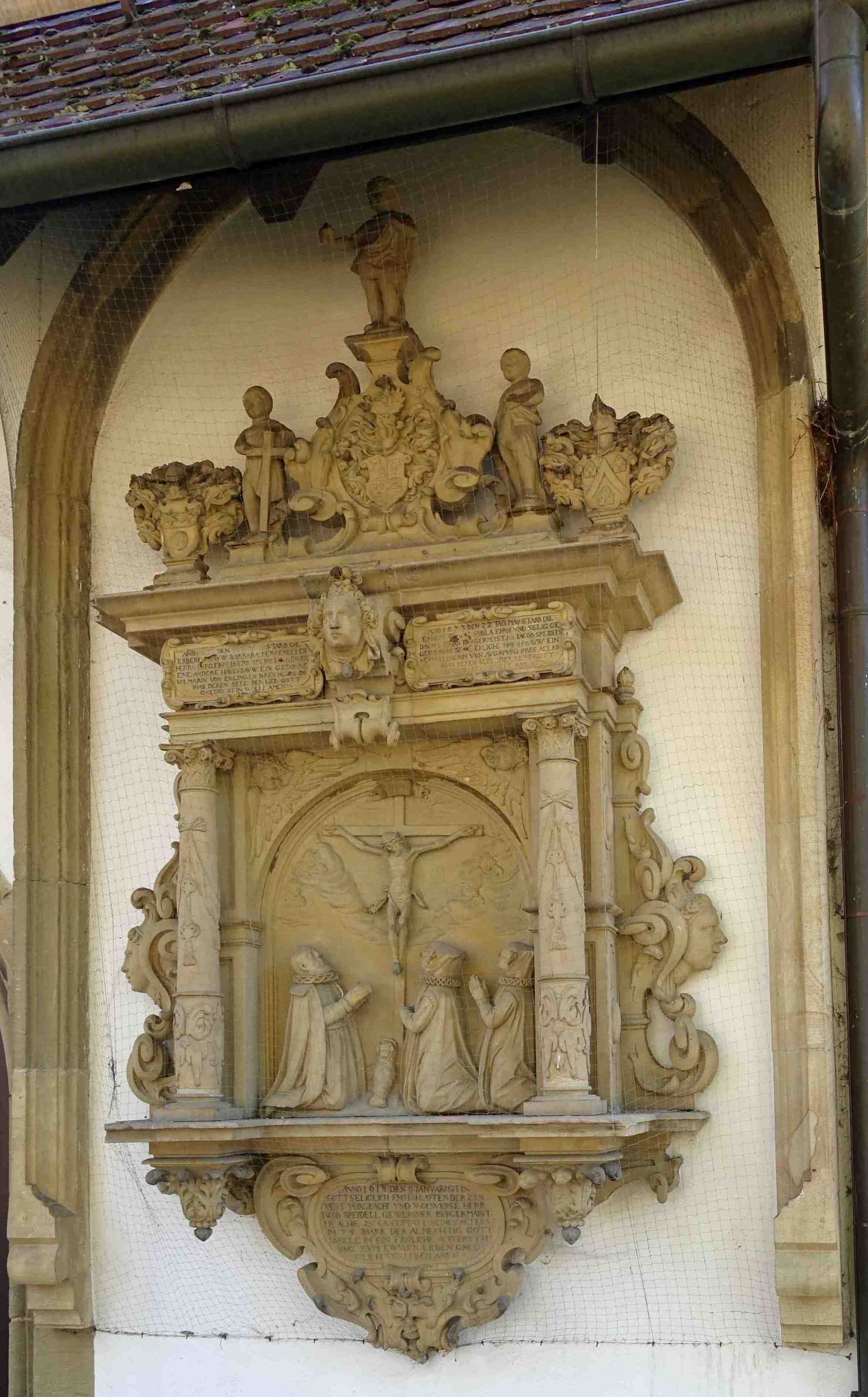
Epitaph für Jakob Speidel, 1613.

Hauptartikel: Epitaphe der Uffkirche.
An oder in der Uffkirche haben sich 8 Wandepitaphe an den Außenwänden und 6 im Innern der Kirche erhalten. Sie wurden im 17. und 18. Jahrhundert für Cannstatter Bürger errichtet, unter anderem für die Bürgermeister Jakob Speidel und Jakob Spittler. Das Prunkepitaph für Jakob Speidel gehört zu den bedeutendsten Renaissance-Epitaphen in Württemberg. 5 Epitaphe sind gut erhalten, die übrigen sind beschädigt oder nur teilweise erhalten.

## Grempp-Altar
Die farbig gefasste Holzplastik „Madonna mit den Heiligen der Familie Grempp“ im Württembergischen Landesmuseum in Stuttgart diente als Altaraufsatz für den Familienaltar der reichen württembergischen Familie Grempp. Der zwischen 1508 und 1517 entstandene Altar war eine Stiftung der Familie für die Uffkirche, in der mehrere ihrer mütterlichen Vorfahren begraben waren, und wurde in späterer Zeit aus konservatorischen Gründen in das Württembergische Landesmuseum in Stuttgart verbracht. Der Altaraufsatz war ursprünglich durch Beischriften und Wappen, allem Anschein nach an einem Gesims, gekennzeichnet. Die erwachsenen Personen der Figurengruppe, die sich um die thronende Madonna mit dem Jesuskind scharen, waren Namensheilige der Stifter:
- Zu Füßen der Madonna in Rückansicht St. Agatha, Namensheilige von Agathe Besserer, die seit 1508 mit Onuphrius Grempp verheiratet war.
- Links: St. Konrad und kniend St. Cordula: Namensheilige von Konrad Grempp und seiner Frau Cordula, einer Tochter des Stuttgarter Leibarztes Dr. Johann Widmann.
- Rechts: St. Onuphrius und kniend St. Margaretha: Namensheilige von Konrad Grempps Sohn Onuphrius Grempp, Stuttgarter Kammermeister, und dessen Großmutter Margarethe geb. Kudermann.

## Dichtung

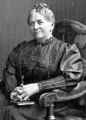
Mathilde Leonhardt.

Die schwäbische Dichterin Mathilde Leonhardt (1836–1915) schuf um die Wende zum 20. Jahrhundert ein Gedicht über das „Uffkirchlein“. In einem Gedicht über den „Uffkirchhof“ besang sie den Friedhof und gedachte des untergegangenen Orts Uffkirchen:
| Ein Kirchlein steht in ihrer Runde, Drin längst verstummt der Orgel Klang, Leer seine Halle, fern die Stunde, Wo es erfüllt’ ein frommer Sang. |  | „Uffkirchen“, nur dein Friedhof mahnet An alten Namen, alten Ort; Die neue Zeit, die neu gebahnet, Schritt über deiner Scholle fort. |